# A mag
A mag (eredeti címén The Core) 2003-ban bemutatott amerikai sci-fi katasztrófafilm. A történet egy küldetést követ nyomon a Föld középpontjába, ahol egy csapat tudós megpróbálja nukleáris robbantások útján újraindítani a Föld magjának mozgását, elkerülve ezzel a bolygó pusztulását. A filmet Jon Amiel rendezte, főszereplői Aaron Eckhart, Hilary Swank, Delroy Lindo, Stanley Tucci, Tchéky Karyo, Bruce Greenwood, DJ Qualls és Alfre Woodard. A filmzenét Christopher Young szerezte. Bemutatója az Egyesült Államokban 2003. március 28-án volt, a magyar premierre 2003. április 17-én került sor.

## Cselekmény
A geofizikus dr. Joshua Keyes (Aaron Eckhart), valamint két tudós, dr. Serge Leveque (Tchéky Karyo) és dr. Conrad Zimsky (Stanley Tucci) felfedezik, hogy instabillá vált a Föld mágneses mezője, melynek következtében a világ számos pontján természeti katasztrófák történnek. Rájönnek, hogy a Föld magjának keringése leállt, ez pedig azt jelenteni, hogy néhány éven belül teljesen eltűnik a mágneses mező, és a bolygó felszínét szétégeti a Nap sugárzása. A három tudós kidolgoz egy tervet, melynek lényege, hogy nukleáris töltetek felrobbantásával újra beindítanák a mag mozgását. A terv kivitelezésében segítségükre van dr. Ed „Braz” Brazzelton (Delroy Lindo), aki unobtainiumból (a magyar változatban Párjanincsium) tervezett egy hajót, a Vergilius-t, amely elbírja a Föld belsejének hőjét és nyomását, és képes gyorsan áthatolni a felsőbb rétegeken. A hajó építése azonnal megkezdődik, a projekthez pedig csatlakozik a NASA két embere, az Endeavour űrrepülőgép pilótái, Robert Iverson parancsnok (Bruce Greenwood) és Rebecca „Beck” Childs őrnagy (Hilary Swank), valamint a felszínről segíti őket a hacker Theodore Donald „Rat” Finch (DJ Qualls), akinek feladata, hogy az internetről eltüntesse a pánikkeltő információkat az eseményekkel kapcsolatban. 
A küldetés a Mariana-árokban indul útjára, ahonnan továbbhaladva a csapat 700 mérföldes mélységben véletlenül belefúr egy üres geódába, ami tönkreteszi a fúrólézereket és lávafolyamokat zúdít rájuk. A csapatnak sikerül megjavítania a lézereket, ám Iverson meghal, miután átfúródik a sisakján egy lezuhanó kristályszilánk. Nem sokkal a továbbindulás után egy óriási gyémánt felsérti az utolsó rekesz burkolatát, ezért a nyomás elkezdi összenyomni a rekeszt. Leveque feláldozza magát a nukleáris indítókódok megmentésének érdekében.
Eközben a felszínen pánik tör ki az emberek között, miután szuperviharok és ultraibolya-sugárnyalábok elpusztítják San Franciscót és Rómát. Finch felfedez egy titkos programot, a DESTINI-projektet, amely a kormány másodlagos terve arra az esetre, ha a Vergilius akciója kudarcba fulladna. Finch közli az információkat Keyes-szel, aki rájön, hogy Zimsky volt az egyik vezetője a projektnek, amely a földrengésekkel kísérletezett volna, ám az első kísérletük leállította a Föld magját. Zimski szerint a kormány újból megpróbálja bevetni a DESTINI-t, amelynek Keyes szerint katasztrofális következményei lennének, ezért megkéri Finchet hogy hackelje meg a rendszert, így időt nyerve számukra.
A Vergilius eléri a külső magot, ahol felfedezik, hogy annak anyaga sokkal hígabb a vártnál, így nem fog működni a tervük. Kidolgoznak egy, a Ripple-effektuson alapuló tervet, mely szerint a bombák egymástól bizonyos távolságra történő egymás utáni felrobbantása láncreakciót indíthat el, amely elég lehet a mag beindításához. A hajót azonban úgy tervezték, hogy ne tudja ledobni magáról a sértetlen rekeszeket, így az egyik embernek a megmaradt csapatból fel kell áldoznia magát, hogy aktiválni tudja a leválasztó kapcsolót, amely extrém hőségnek van kitéve, így nem lehet túlélni. Childs nem vesz részt a sorshúzásban (mivel a hajót csak ő tudja vezetni), így a három férfi közül kerülne ki a „szerencsés”, Brazzleton azonban önként vállalkozik, mivel a hajó az ő alkotása.
Keyes és Zimsky sietve aktiválják a nukleáris tölteteket, Zimsky azonban bennragad az egyik leválasztandó kabinban és áldozatul esik a robbanásoknak. A hajó nukleáris hajtóművét is segítségül véve (amely miatt a jármű hajtás nélkül marad) Keyesék beindítják a láncreakciót, amely elindítja a mag forgását, és továbblöki őket. A két túlélő rájön, hogy a hajó unobtainium borítását, és az arra nehezedő nyomást és hőt felhasználva elég energiát generálhatnak, hogy visszajussanak a felszínre. Ez meg is történik, áttörik az óceán padlóját, és a vízben ragadnak, mert nem működnek a kommunikációs rendszerek. Egy gyenge radarjelet aktiválni tudnak, amely odavonz egy bálnacsapatot, így Finch be tudja mérni a helyüket a bálnák éneke alapján, és kimentik őket. Egy héttel a küldetés után Finch nyilvánosságra hozza a küldetés részleteit és a résztvevőket.

## Főszereplők
| Szereplő                        | Színész           | Magyar hang          |
| ------------------------------- | ----------------- | -------------------- |
| Dr. Josh Keyes                  | Aaron Eckhart     | Viczián Ottó         |
| Rebecca Childs őrnagy           | Hilary Swank      | Nagy-Kálózy Eszter   |
| Dr. Ed "Braz" Brazzleton        | Delroy Lindo      | Vass Gábor           |
| Dr. Conrad Zimsky               | Stanley Tucci     | Kulka János          |
| Theodore Donald „Patkány” Finch | DJ Qualls         | Breyer Zoltán        |
| Thomas Purcell tábornok         | Richard Jenkins   | Kristóf Tibor        |
| Dr. Serge Leveque               | Tchéky Karyo      | Csuja Imre           |
| Robert Iverson parancsnok       | Bruce Greenwood   | Széles Tamás         |
| Dr. Talma Stickley              | Alfre Woodard     | Kocsis Mariann       |
| Dave Perry                      | Christopher Shyer | Csík Csaba Krisztián |

## Fogadtatás
A film vegyes kritikai fogadtatásban részesült, gyártási költségeit sem igazán tudta visszahozni.

## Fordítás
- Ez a szócikk részben vagy egészben  a   The Core című angol Wikipédia-szócikk ezen változatának fordításán alapul.  Az eredeti cikk szerkesztőit annak laptörténete sorolja fel. Ez a jelzés csupán a megfogalmazás eredetét és a szerzői jogokat jelzi, nem szolgál a cikkben szereplő információk forrásmegjelöléseként.